# كامبو دي مايرا
بلدية كامبو دي مايرا/إل كامب دي مايرا (بالإسبانية: Campo de Mirra)‏ (بالفالنسية:El Camp de Mirra), هي بلدية تقع في مقاطعة اليكانتي. جنوب شرق إسبانيا. يبلغ عدد سكانها 409 نسمة.